# Осилест бор
Осилестият бор (Pinus aristata) е иглолистно дърво от семейство Борови. Расте в Скалистите планини на САЩ и е едно от най-дълголетните дървета в света. Някои видове са достигнали възраст до около 4600 години .